# Charlotte Douglas International Airport
Charlotte Douglas International Airport (IATA: CLT, ICAO: KCLT, FAA LID: CLT) je společné vojenské a civilní mezinárodní letiště ve městě Charlotte ve státě Severní Karolína v USA.
Otevřeno bylo roku 1935 jako Charlotte Municipal Airport, v roce 1954 bylo přejmenováno Douglas Municipal Airport po dřívějším starostovi města Charlotte Benu Elbertu Douglasovi. Současný název nese od roku 1982 a k září 2017 bylo po Dallas/Fort Worth International Airport druhým největším uzlem pro American Airlines se 161 domácími a mezinárodními destinacemi.
V roce 2016 bylo 11. nejvytíženějším letištěm v USA dle cestujících a na šestém místě co do pohybu letadel (na světě dle pohybu letadel bylo na 7. místě). Charlotte je také největším letištěm ve Spojených státech bez jakéhokoliv nepřetržitého provozu do Asie. Letiště slouží především jako brána do Karibiku. Celkem letiště zabírá plochu 2 249 ha.